# Камінський Валерій Віталійович
Камі́нський Вале́рій Віта́лійович (нар. 7 квітня 1945, Первомайськ, СРСР) — український військовик, з 1996 по 2005 роки — начальник Головного штабу військ ППО — перший заступник головнокомандуючого Військ ППО ЗС України, генерал-лейтенант (1998).

## Біографія
Народився у 1945 році в місті Первомайську Миколаївської області в родині залізничника.
У 1963 році закінчив первомайську середню школу № 16. Того ж року вступив до Одеського військово-технічного училища військ ППО країни імені Молотова. На останньому курсі був переведений до Житомирського вищого командного училища радіоелектроніки ППО імені Ленінського комсомолу, яке й закінчив з відзнакою.
Перша офіцерська посада — командир стартового взводу дивізіону 1241-го зенітно-ракетного полку ППО (Ананьїв) 21-ї дивізії ППО (Одеса) 8-ї окремої армії ППО (Київ). У 1969 році призначений начальником відділення комплексу С-200 211-ї зенітно-ракетної бригади ППО.
У 1971 році старший лейтенант В. В. Камінський вступає до Військової командної академії протиповітряної оборони (Твер), яку закінчив з відзнакою. Направлений на посаду начальника штабу полку 11-ї окремої армії ППО (Хабаровськ). Проходив подальшу військову службу на командних посадах на Сахаліні, в Прибалтиці.
З 1992 року — начальник оперативного управління штабу Військ ППО України. У 1996 році призначений начальником Головного штабу військ ППО — першим заступником Головнокомандувача Військ ППО ЗС України.
21 серпня 1996 року присвоєне військове звання «генерал-майор». З 23 серпня 1998 року — «генерал-лейтенант».
У жовтні 2001 року очолював групу українських військових експертів, що досліджувала причини катастрофи над Чорним морем російського цивільного літака Ту-154.
У 2005 році вийшов у відставку. Обіймав посаду доцента кафедри Повітряних сил Національного університету оборони України. Мешкає у Києві.

## Нагороди і почесні звання
- Орден «За заслуги» III ступеня (29 червня 1999) — за зразкове виконання військового і службового обов'язку, високий професіоналізм[3].
- Медаль «За працю і звитягу» (22 серпня 2002) — За вагомий особистий внесок у зміцнення національної безпеки і обороноздатності Української держави, зразкове виконання службового обов'язку у захисті конституційних прав і свобод громадян[4]